# Sztuka mykeńska

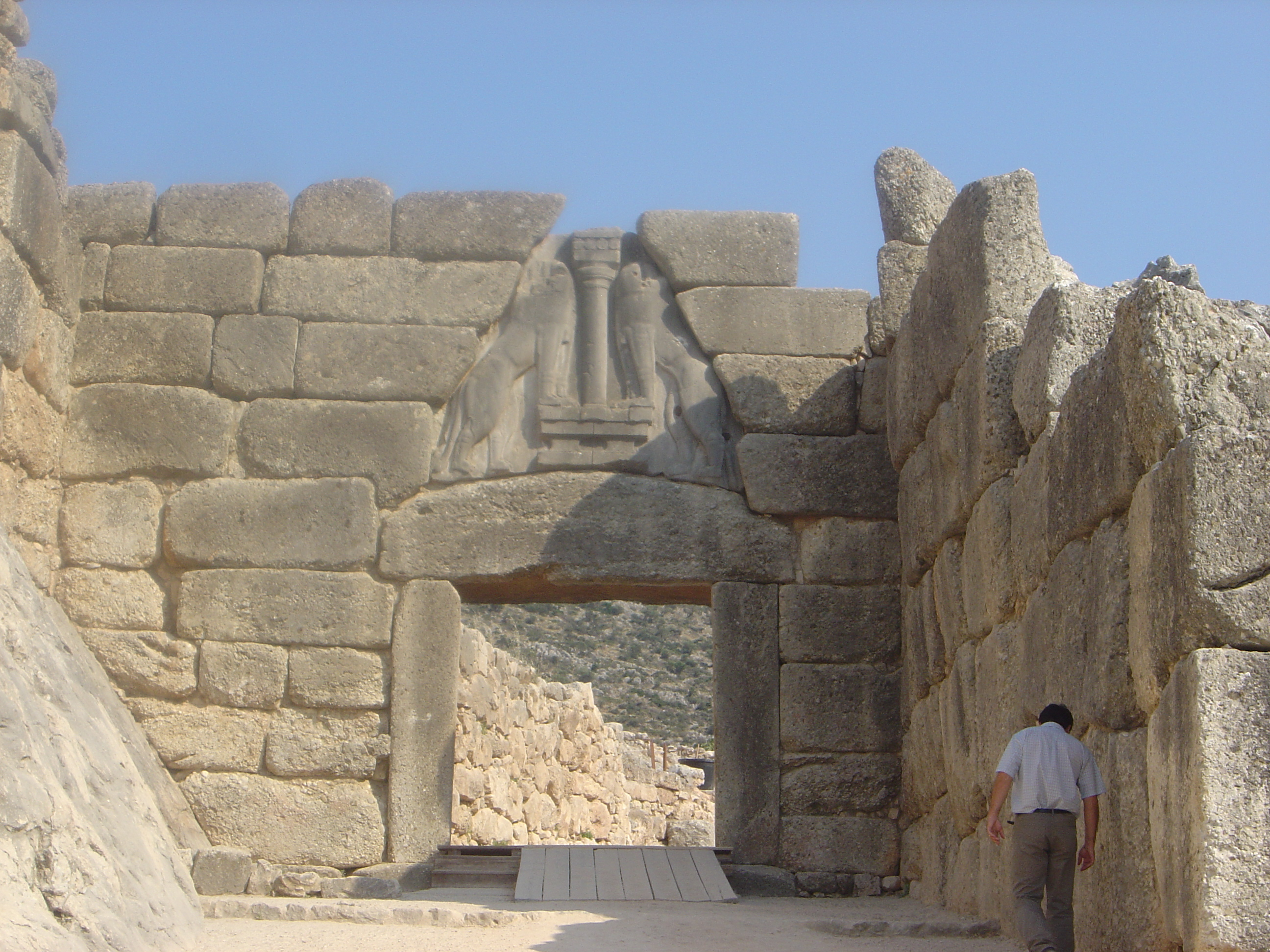
Lwia Brama w Mykenach (2004)

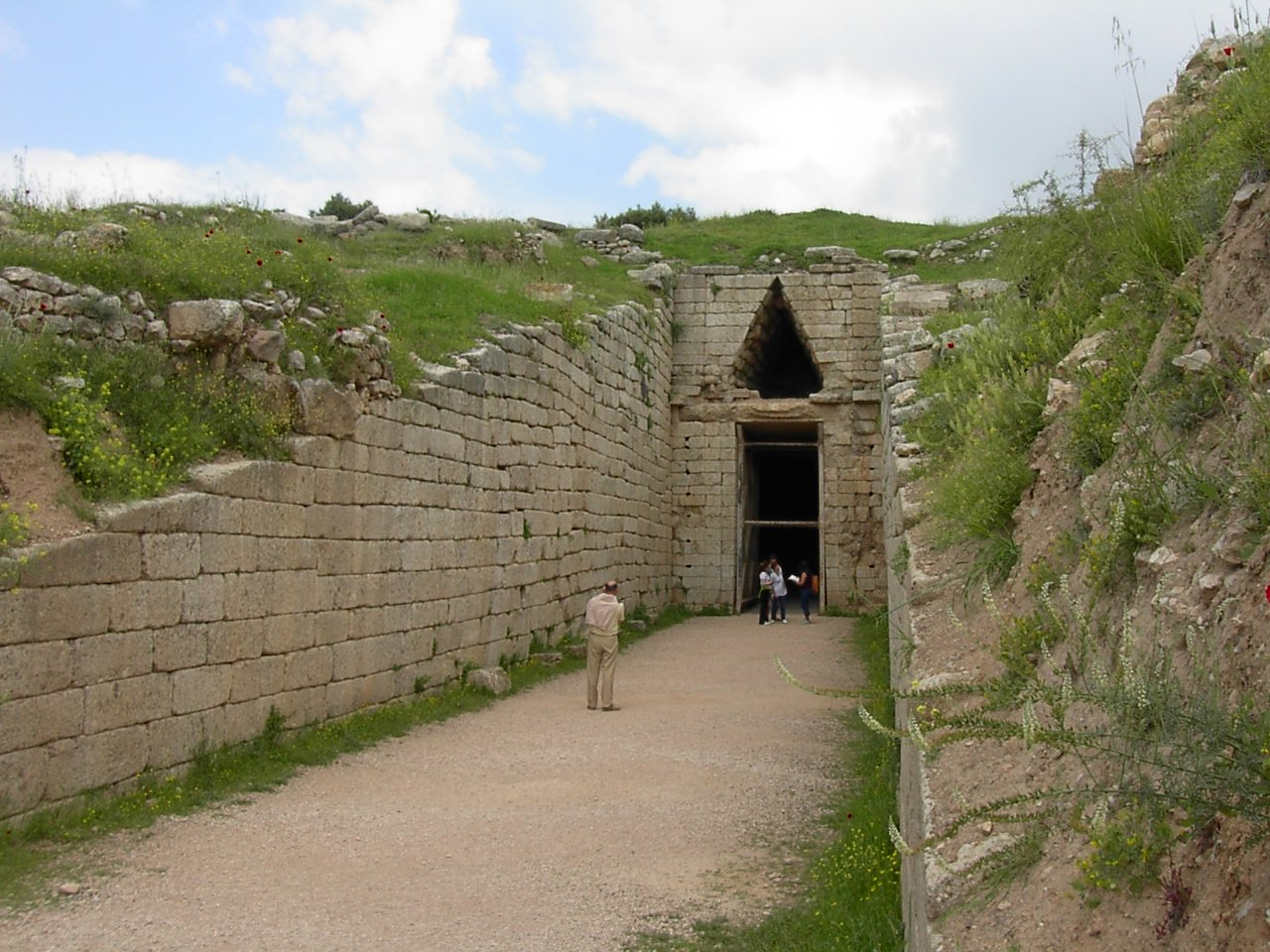
Wejście do Skarbca Atreusza

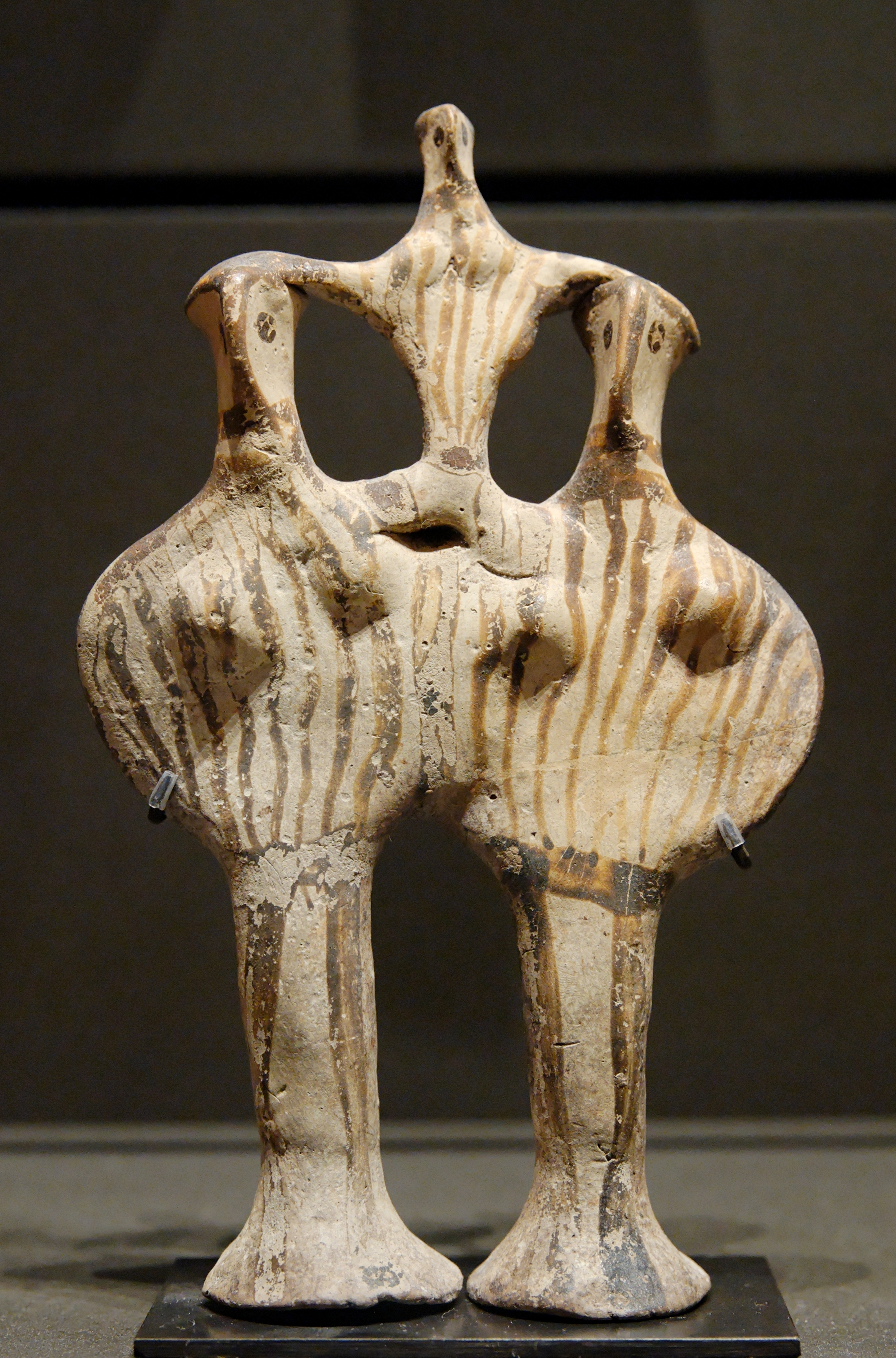
Triada bóstw – terakotowy idol mykeński, XIII wiek p.n.e., zbiory Luwru

Fresk mykeński

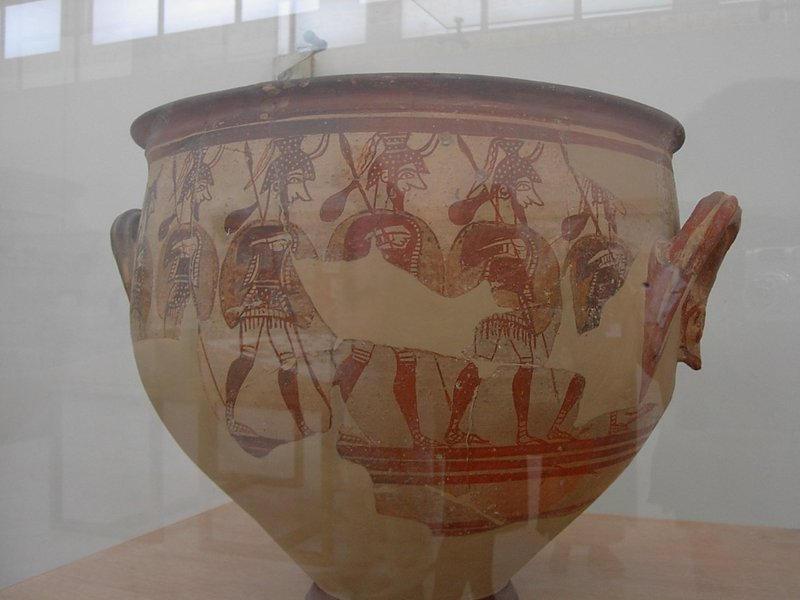
Waza wojowników, Narodowe Muzeum Archeologiczne w Atenach

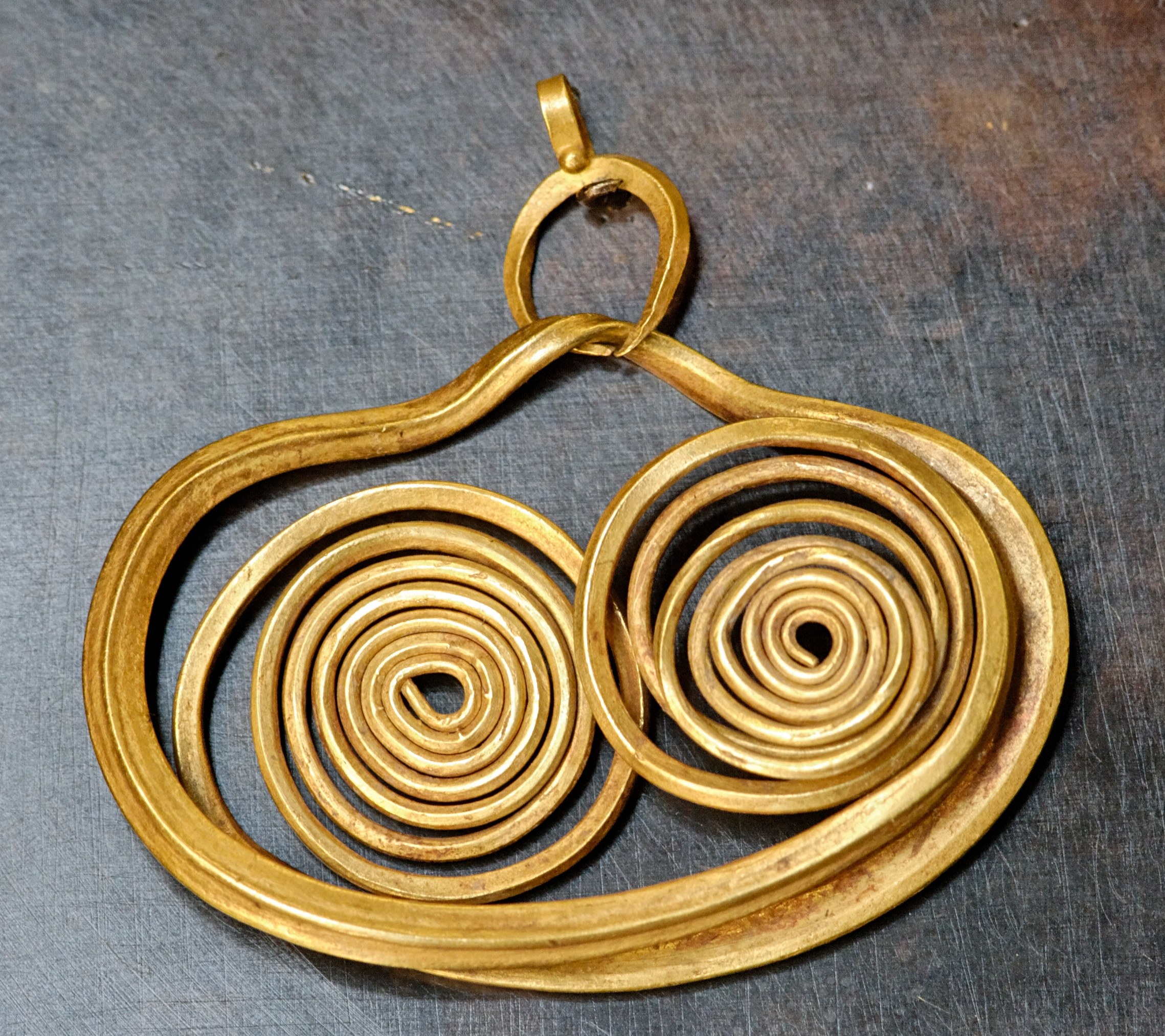
Złoty kolczyk mykeński ze zbiorów Luwru

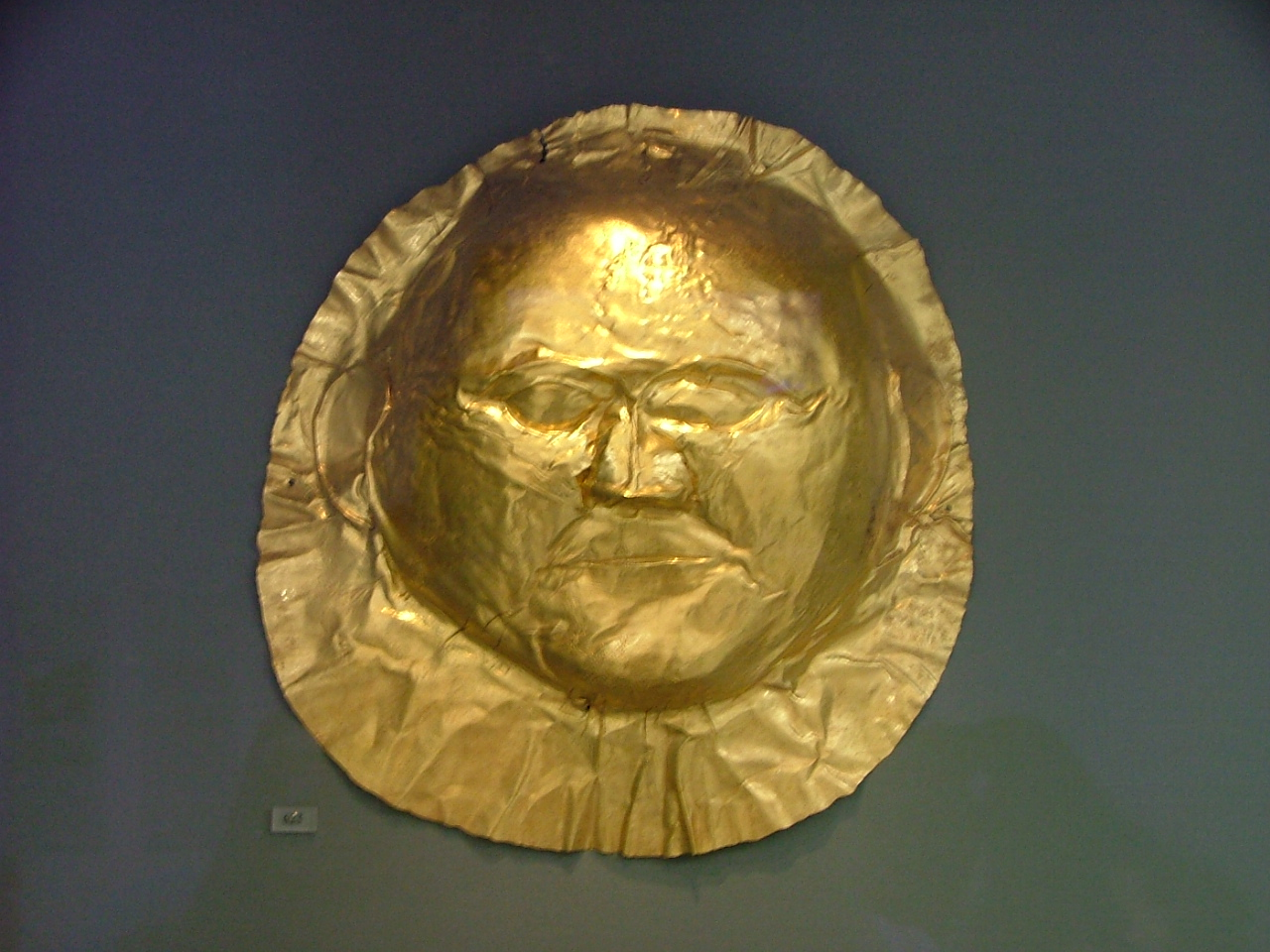
Złota maska z Myken, XVI wiek p.n.e., Narodowe Muzeum Archeologiczne w Atenach

Sztuka mykeńska – najpóźniejszy okres rozwoju sztuki helladzkiej, datowany od 1600 p.n.e. do 1100 p.n.e. Czas trwania sztuki mykeńskiej został zakończony wraz z najazdem plemion doryckich i podbojem przez nich ziem zajmowanych przez Achajów.
Rozkwit sztuki mykeńskiej wiązany jest z ekspansją plemion achajskich na sąsiednie wyspy, zwłaszcza z podbojem Krety i szerszym poznaniem osiągnięć tamtejszych artystów. Najważniejszym elementem rozwoju było pobudowanie obronnych twierdz zwanych obecnie cytadelami. Były one ośrodkami władzy i centralnymi ośrodkami rozwoju sztuki.

## Architektura
Do największych odkrytych zamków związanych ze sztuką mykeńską należą twierdze w Mykenach, Pylos i Tirynsie. Były to położone najczęściej na pagórkach, otoczone potężnymi murami obronnymi warownie budowane na planie zbliżonym do prostokąta. Czas ich powstania i rozbudowy określany jest na XVI–XI wiek p.n.e. Mury obronne, ze względu na swoją konstrukcję, zyskały sobie miano murów cyklopowych. Wąskie wejścia uniemożliwiały wtargnięcie większej ilości osób na tereny wewnętrzne, a tajemne przejścia stanowiły dodatkowe zabezpieczenie w przypadku oblężenia. Do wnętrza prowadziła monumentalna brama (np. Lwia Brama w Mykenach). W porównaniu do pałaców kreteńskich zmniejszeniu uległ centralny dziedziniec. Najważniejszym elementem stał się megaron usytuowany na głównej osi założenia cytadeli. Strop megaronu wsparty był na czterech kolumnach, pośrodku umieszczano palenisko. Posadzki pomieszczeń reprezentacyjnych oraz megaronu zostały wyłożone kamiennymi płytami.
Ściany cytadeli w Mykenach i Tirynsu ozdobione były freskami wykonanymi w tej samej technice, co malowidła odkryte w Knossos, podobna jest paleta barw i stroje kobiet, jednak tematyka jest inna. Sceny przedstawiają polowania, wymarsz oddziałów wojsk.
Na terenie cytadeli znajdowały się także wydzielone pomieszczenia dla królowej, łazienki, kapliczki, archiwa z tabliczkami, magazyny, pomieszczenia gospodarcze.
Do architektury sepulkralnej należą:
- groby szybowe, zdobione stelami, odnalezione w Mykenach w obrębie tzw. kręgu grobowego A i B, datowane na XVI–XV wiek p.n.e.,
- groby tolosowe przekryte kopułami ze sklepieniem pozornym, częściowo wbudowane w zbocza gór, poprzedzone długim korytarzem (tzw. dromosem) zakończonym ozdobnym portalem, np. grób Agamemnona zwany też skarbcem Atreusza, czy też grób Klitajmestry.

## Rzeźba
Rzeźbiarstwo mykeńskie nie należy do największych osiągnięć sztuki tego okresu. Najczęściej spotykane są małe figurki (od kilkunastu do około 70 cm) przedstawiające postacie kobiet i zwierząt (wyobrażenia mężczyzn należą do rzadkości). Przypominają one znaleziska kreteńskie. Różni je od pierwowzorów układ rąk – opuszczonych ku dołowi (figurki kreteńskie ręce wznosiły ku górze). Największy rozwój rzeźby nastąpił w XIII stuleciu p.n.e. Wiązał się on ze znaczną stylizacją i uproszczeniem kształtu (figurki wcześniejsze przedstawiają ciało w sposób naturalny, późniejsze są bardziej schematyczne). Ogromną część figurek stanowią wyroby o charakterze ludowym, produkowane zapewne przez garncarzy.
Nowe światło na osiągnięcia sztuki mykeńskiej rzuciły wykopaliska w Keos, później także w Mykenach. Odnaleziono rzeźby kobiet o wysokości od 1,0 m do wielkości naturalnej. Posągi nosiły stroje kreteńskie. Układ rąk tych postaci jest typowy dla przedstawień mykeńskich.

## Malarstwo
Największy rozwój malarstwa nastąpił w okresie od ok. 1400 p.n.e. do 1200 p.n.e. Jak inne rodzaje sztuki, tak i malarstwo rozwijało się przede wszystkim poprzez wzorowanie na osiągnięciach artystów minojskich. Największe różnice zauważalne są w doborze tematyki. Nadal występują sceny obrazujące życie dworu, ceremonie kultowe, ale największy udział we freskach mają sceny myśliwskie i wojenne. Freski zdobią ściany i niekiedy posadzki pomieszczeń władców w cytadelach mykeńskich. Podobnie jak inne dziedziny sztuki, malarstwo uległo stylizacji związanej z usztywnieniem postaci, podkreśleniem jej stateczności. Do najbardziej znanych przykładów odnalezionych malowideł należą:
- procesja tebańska – malowidło odkryte w Mykenach, przedstawia pochód kobiet ubranych w dworskie stroje typowe dla Krety (gorsety odsłaniające piersi) i szerokie, długie spódnice. Postacie różnią się kolorem górnej części stroju, uczesaniem oraz rodzajem niesionych darów.
- kobieta z pyksidą (puzderkiem), zwana też damą ze szkatułą – malowidło odnalezione w Tirynsie, ukazuje z profilu kobietę ubraną w dworski strój. Postać jest jeszcze bardziej usztywniona w porównaniu do przedstawień odnalezionych w Mykenach. W sposób wyraźny podkreślona jest stateczność płaszczyzny po której kroczy.
- procesja z Pylos – fresk odnaleziony w Pylos, w odróżnieniu od malowidła znalezionego w Mykenach w procesji biorą udział także mężczyźni.
- lirnik z Pylos przedstawia z profilu postać mężczyzny grającego na lirze.

## Ceramika
Wprowadzenie do użytku szybko obracającego się koła garncarskiego pozwoliło Mykeńczykom na znacznie większą produkcję naczyń ceramicznych. Naczynia produkowane na początku XVI wieku p.n.e. często naśladują wzory ceramiki minojskiej (naśladownictwo motywów morskich, motywy roślinne), wprowadzając na znacznie większą skalę przedstawienia postaci ludzkich i zwierzęcych. Zwiększenie produkcji wiąże się ze znaczną stylizacją wzorów i ich uproszczeniem prowadzącym do geometryzacji oraz przedstawiania wyobrażeń zwierząt i ludzi w schematycznej formie (tzw. styl spichrzowy, nazwa pochodzi od miejsca znalezienia, w spichrzu w Mykenach, znacznej ilości ceramiki ozdobionej układem prostych kresek). Ograniczenia dotyczyły także palety barw. Na żółtym tle występują zazwyczaj dwa kolory: czerwony i brązowy.
Do najciekawszych zabytków mykeńskiej ceramiki należy tzw. waza wojowników. Naczynie to zostało odnalezione w Mykenach przez Heinricha Schliemanna. Czas jego powstania określany jest na XII wiek p.n.e. Jego ozdobą jest namalowany szereg wojowników uzbrojonych we włócznie i tarcze, z głowami okrytymi hełmami z rogami. Naczynie to jest dobrym przykładem wprowadzania nowych motywów (postacie ludzkie) do malowideł zdobiących ceramikę mykeńską, a także wprowadzania całych kompozycji obrazowych zamiast pojedynczych motywów. Jest to także przykład późnego stylu mykeńskiego malarstwa wazowego.
Innym rodzajem ceramiki mykeńskiej są wykonywane z gliny i zdobione malowidłami sarkofagi. Liczne sarkofagi w kształcie wanien i skrzyń zostały odnalezione na Krecie. Datowane są zazwyczaj na XIV–XIII wiek p.n.e. Boki sarkofagów zdobione są malowidłami, najczęściej spotykanym motywem jest pochód płaczek.

## Gliptyka
Związana jest przede wszystkim z odnalezionymi pierścieniami służącymi jako pieczęcie. Wykonywano je zazwyczaj ze złota. Podobnie jak w malarstwie, dominują na nich sceny związane z polowaniami i wojną, choć pojawiają się także sceny kultowe oraz wyobrażenia demonów, zwierząt i roślin. W późniejszych pieczęciach (datowanych po 1500 p.n.e.) coraz wyraźniej dochodzi do uproszczeń postaci, schematyzmu w przedstawianiu krajobrazu i sylwetek ludzkich oraz zwierzęcych aż do oddawania ich w końcowej fazie za pomocą kilku kresek i punktów.

## Złotnictwo
Należy do ciekawszych osiągnięć sztuki mykeńskiej. Oprócz licznych przykładów naśladownictwa wyrobów jubilerskich (biżuterii, naczyń) odnaleziono zdobioną złotem i kamieniami szlachetnymi broń oraz maski pośmiertne. Złotnicy stosowali znane wcześniej techniki granulacyjną oraz filigranową. Około 1400 p.n.e. upowszechniła się technika emaliowania wyrobów złotniczych oraz inkrustowania ich kamieniami półszlachetnymi oraz szkłem. Do zdobienia broni mykeńczycy wprowadzili nową technikę zwaną niello. Polega ona na wypełnianiu specjalną pastą wcześniej wyrytych dekoracji. Pasta sporządzana jest z siarczków srebra, miedzi i ołowiu. Wypolerowana powierzchnia tworzy wzory w kolorze od ciemnego granatu do czarnego.
Wśród biżuterii spotykane były znaleziska w postaci szpil z ozdobnymi główkami, sygnetów oraz metalowych blaszek ozdobionych ornamentami. Blaszki te najprawdopodobniej były naszywane na odzież.
W warsztatach złotniczych produkowano także bogato zdobione naczynia: rytony, kubki, puchary. Najbardziej znanym znaleziskiem jest tzw. puchar Nestora.
Do oryginalnych osiągnięć sztuki złotniczej należą maski pośmiertne. Wykonywano je ze złotej blachy metodą młotkowania i układano na twarzach zmarłych. Maski są najprawdopodobniej wiernym odwzorowaniem rysów zmarłego. Najbardziej znaną maską jest odnaleziona przez Heinricha Schliemanna w grobie szybowym w Mykenach tzw. maska Agamemnona. Czas jej powstania określany jest na około 1500 p.n.e. Maska znajduje się w zbiorach Narodowego Muzeum Archeologicznego w Atenach.
Z ostatniej fazy sztuki mykeńskiej (1350–1200 p.n.e.) pochodzą liczne ozdoby z kości słoniowej, służące głównie do wykładania skrzynek i mebli, łączące formy charakterystyczne dla sztuki egejskiej i sztuki Bliskiego Wschodu.